# Картун Нетуърк (Европа)
Вижте пояснителната страница за други значения на Картун Нетуърк.
Картун Нетуърк (Европа) (на английски: Cartoon Network) е телевизионен канал, създаден от Търнър Броудкастинг. Той стартира на 17 септември 1993 г. Картун Нетуърк е в Португалия, Русия, Чехия, Словакия, Беларус, Украйна, Балканския полуостров, Молдова, Словения и в някои държави в Близкия изток. В началото не е 24-часов канал, а 16-часов. През 1998 г. вече става 24-часов. В България и други държави го има, като 16-часов канал. През 2003 г. става 15-часов. През март 2005 г. всички класически анимации са премахнати с изключение на Шантави рисунки, Том и Джери и Шоуто на Скуби-Ду, но през юни и те са премахнати. През септември 2007 г. се завръщат, но само могат да бъдат гледани в Картун Нетуърк/Търнър Класик Мувис. Всяка година през цялото лято и първите две седмици през зимата се излъчват специални блокове, като Вива Лас Браво, Избери твоите петъци, Картун Нетуърк Герои и други. От 2006 г. през всеки ноември се излъчва Картун Карнавал. От 25 февруари 2008 г. до 2 март 2008 г. европейският Картун Нетуърк се казва Ben 10 TV. До 15:00 ч. се излъчват същите сериали, по същото време. Но през 15:00 ч. Започва Бен 10 до 22:00 ч. По канала часовете се съобщават в GMT. През лятното време, разликата между GMT и българското време е три часа (пример: 04:00 GMT – 07:00 БГ време). А през зимното време, разликата е два часа (пример: 05:00 GMT – 07:00 БГ време). Вече часовете ги казват в CET (пример: 06:00 CET – 07:00 БГ време).
На 1 октомври 2009 г. Картун Нетуърк започва да излъчва на български език, но с друга версия на канала и така приключва излъчването на европейския Картун Нетуърк в България.

## Сериалите по европейския Картун Нетуърк
В България се излъчва европейският Cartoon Network, а по него се излъчват следните анимационни сериали: (Някои от тях се излъчват една година по-късно от създаването му, както и някои епизоди, но рядко се случва някои епизоди да се излъчват по-рано от американския.)
- Бен 10 (Ben 10) (2005)
- Секретните Сатърдей (The Secret Saturdays) (2007)
- Реактивните момичета (The Powerpuff Girls) (1998)
- Роботбой (Robotboy) (2008)
- Герои: 108 (Hero: 108) (2010)
- Бен 10: Извънземна сила (Ben 10: Alien Force) (2008)
- Чаудър (Chowder) (2007)
- Невероятните неприключения на Флапджак (The Marvelous Misadventures of Flapjack) (2008)
- Лагерът Ласло (Camp Lazlo) (2005)
- Джордж от джунглата (Geroge of the Jungle) (2007)
- Домът на Фостър за въображаеми приятели (Foster's Home For Imaginary Friends) (2005)
- Кодово име: Съседските деца (Codename: Kids Next Door) (2005)
- Най-добрият ми приятел е маймуна (My Gym Partner's A Monkey) (2005)
- Момчето с катерицата (Squirrel Boy) (2006)
- Елиът Хлапето (Eliot Kid) (2005)
- Ед, Ед и Еди (Ed, Edd n Eddy) (1997)
- Крава и пиле (Cow and Chicken) (1998)
- Кунг - фу пилета (Chop Socky Chooks) (2008)
- Скункс Фу (Skunk Fu!) (2008)
- Добрият Ед (Best Ed) (2007)
- Бакуган: Нова Вестроя (Bakugan: Battle Brawers – New Vestroia) (2009)
- Cartoon Network Танц Клуб (Cartoon Network Dance Club) (2010)
- Близнаците Крамп (The Cramp Twins) (2004)
- Анджело е върхът (Angelo Rules) (2009)
- Батман: Дръзки и смели (Batman: The Brave and the Bold) (2008)
- Бен 10: Ултра - извънземен (Ben 10: Ultimate Alien) (2010)
- Световно турне „Пълна драма“ (Total Drama World Tour) (2010)

Някои сериали по европейския Картун Нетуърк вече не се излъчват:
- Междузвездни войни: Войната на клонингите (Star Wars: Clone Wars) (2003 – 2005)
- Здравей, Пуфи (Hi Hi Puffy AmiYumi) (2004 – 2006)
- Spaced Out! (2001 – 200?)
- Майк, Лу и Ог (1999 – 2001)
- Овца в големия град (Sheep in the Big City) (2000 – 2002)
- Екип във времето (Time Squad) (2001 – 2003)
- Неволите на Крал Артур (King Arthur's Disasters) (2005)

Както и други, които сега са част от програмната схема на Бумеранг, с изключение на Шантави рисунки, Том и Джери и Шоуто на Скуби-Ду (Те бяха спряни по европейския КН през юни 2005 г. и отново пуснати през септември 2007 г., но само с TCM могат да се гледат).

## Картун Карнавал
Картун Карнавал (на английски: Cartoon Carnival) е предаване, което се излъчва по европейския Картун Нетуърк всеки ден от 14 до 20 ч. през ноември 2006 г. В него се излъчват анимационни сериали на всеки час. Водещ е Блуръгард К. Казу от Домът на Фостър за въображаеми приятели. През ноември 2007 го излъчват всеки ден от 16:30 до 20:00 ч.